# هانز ويجس
هانز ويجس (بالهولندية: Hans Weijs jr.) مواليد 19 ديسمبر 1986، هو سائق راليات هولندي. بدأ مسيرته في سنة 2006. كان أول رالي له هو رالي ألمانيا 2006. تسابق في بطولة العالم للراليات. تسابق في رالي التحدي عبر القارات.

## روابط خارجية
- هانز ويجس على موقع Rallye-info.com (الإنجليزية)